# Голбол на летних Паралимпийских играх 2024
Соревнования по голболу на летних Паралимпийских играх 2024 года проходили с 29 августа по 5 сентября на Южной арене Парижа, оборудованной на месте Павильона 6 Выставочного центра Порт-де-Версаль.

## Квалификация

### Изменение формата
В отличие от Паралимпиады 2020 года на Играх в Париже приняло участие меньшее количество команд: по 8 у мужчин и у женщин (вместо 10).

### Мужчины
| Метод квалификации                               | Период               | Место проведения | Число квот | Квалифицировавшиеся сборные |
| ------------------------------------------------ | -------------------- | ---------------- | ---------- | --------------------------- |
| Принимающая страна                               | —                    | —                | 1          | Франция                     |
| Чемпионат мира по голболу 2022                   | 5 — 17 декабря 2022  | Матозиньюш       | 2          | Бразилия                    |
| Чемпионат мира по голболу 2022                   | 5 — 17 декабря 2022  | Матозиньюш       | 2          | Китай                       |
| Всемирные игры IBSA 2023                         | 18 — 27 августа 2023 | Бирмингем        | 1          | Япония                      |
| Азиатско-Тихоокеанский чемпионат по голболу 2023 | 10 — 19 ноября 2023  | Ханчжоу          | 1          | Иран                        |
| Парапанамериканские игры 2023                    | 17 — 23 ноября 2023  | Сантьяго         | 1          | США                         |
| Чемпионат Европы по голболу 2023                 | 6 — 17 декабря 2023  | Подгорица        | 1          | Украина                     |
| Чемпионат Африки по голболу 2023                 | 8 — 15 декабря 2023  | Каир             | 1          | Египет                      |

### Женщины
| Метод квалификации                               | Период               | Место проведения | Число квот | Квалифицировавшиеся сборные |
| ------------------------------------------------ | -------------------- | ---------------- | ---------- | --------------------------- |
| Принимающая страна                               | —                    | —                | 1          | Франция                     |
| Чемпионат мира по голболу 2022                   | 5 — 17 декабря 2022  | Матозиньюш       | 2          | Республика Корея            |
| Чемпионат мира по голболу 2022                   | 5 — 17 декабря 2022  | Матозиньюш       | 2          | Турция                      |
| Всемирные игры IBSA 2023                         | 18 — 27 августа 2023 | Бирмингем        | 2          | Китай                       |
| Всемирные игры IBSA 2023                         | 18 — 27 августа 2023 | Бирмингем        | 2          | Бразилия                    |
| Азиатско-Тихоокеанский чемпионат по голболу 2023 | 10 — 19 ноября 2023  | Ханчжоу          | 1          | Япония                      |
| Парапанамериканские игры 2023                    | 17 — 23 ноября 2023  | Сантьяго         | 1          | Канада                      |
| Чемпионат Европы по голболу 2023                 | 6 — 17 декабря 2023  | Подгорица        | 1          | Израиль                     |

## Финальный турнир

### Расписание
|  | Групповой этап |  | 1/4 финала |  | За 5—8 места |  | 1/2 финала |  | За 3 место |  | Финал |

| Соревнование | Август | Август | Август | Сентябрь | Сентябрь | Сентябрь | Сентябрь | Сентябрь | Сентябрь | Сентябрь |
| Соревнование | 29 Чт  | 30 Пт  | 31 Сб  | 1 Вс     | 2 Пн     | 3 Вт     | 4 Ср     | 4 Ср     | 5 Чт     | 5 Чт     |
| ------------ | ------ | ------ | ------ | -------- | -------- | -------- | -------- | -------- | -------- | -------- |
| Мужчины      | Гр     | Гр     | Гр     | Гр       | 1/4      | 5—8      | 1/2      | 1/2      | Бр       | Ф        |
| Женщины      | Гр     | Гр     | Гр     | Гр       |          | 1/4      | 5—8      | 1/2      | Бр       | Ф        |

### Мужчины
8 квалифицировавшихся на Паралимпийские игры мужских команд были разделены на 2 группы — A и B. По итогам группового этапа, в ходе которого участники сыграли с каждым из соперников по одному матчу, была сформирована сетка плей-офф, по результатам которого определились чемпион и призёр Игр.
| Группа A | Группа A |
| -------- | -------- |
| A1       | Бразилия |
| A2       | Иран     |
| A3       | США      |
| A4       | Франция  |

| Группа B | Группа B |
| -------- | -------- |
| B1       | Китай    |
| B2       | Украина  |
| B3       | Египет   |
| B4       | Япония   |

### Женщины
8 квалифицировавшихся на Паралимпийские игры женских команд были разделены на 2 группы — C и D. По итогам группового этапа, в ходе которого участники сыграли с каждым из соперников по одному матчу, была сформирована сетка плей-офф, по результатам которого определились чемпион и призёр Игр.
| Группа C | Группа C |
| -------- | -------- |
| C1       | Турция   |
| C2       | Израиль  |
| C3       | Китай    |
| C4       | Бразилия |

| Группа D | Группа D         |
| -------- | ---------------- |
| D1       | Республика Корея |
| D2       | Канада           |
| D3       | Франция          |
| D4       | Япония           |

## Медалисты
| Турнир                | Золото                                                                                             | Серебро | Бронза                                                                                              |
| --------------------- | -------------------------------------------------------------------------------------------------- | --- | --------------------------------------------------------------------------------------------------- |
| Мужчины см. подборнее | Япония Юто Сано Харуки Тории Юдзи Тагути Наоки Хагивара Кадзуя Канэко Кодзи Миядзики               | Украина Василий Олейник Антон Стрельчик Фёдор Сидоренко Евгений Цыганенко Родион Жигалин Александр Топорков | Бразилия Андре Дантас Эмерсон Эрнесто Ромарио Маркес Леомон Морено Пауло Сатурнино Хосемарсио Соуза |
| Женщины см. подборнее | Турция Фатма Гюл Гюлер Рейхан Йилмаз Севда Алтунолук Шейданур Каплан Севтап Алтунолук Берфин Алтан | Израиль Эльхам Махамид-Рузин Ноа Малка Галь Хамрани Ори Мизрахи Рони Охайон Лихи Бен-Давид                  | Китай Чжан Силин Цао Чжэньхуа Сюй Мяо Ван Чунянь Кэ Пэйин Ван Чуньхуа                               |